# Ansfrit (Friaul)
Ansfrit (auch Ansfrid) war um 694 der dux (Herzog) des langobardischen Herzogtums Friaul.

## Leben
Zunächst war Ansfrit comes oder Gastalde des castrum (Festung) Reunia (Ragogna). Um 694 nutzte er die Abwesenheit des dux Rodoald von Friaul um dessen Amt zu usurpieren. Rodoald floh über Istrien und Ravenna nach Ticinum (Pavia) zu König Cunincpert. Ansfrit wollte auch das Königtum erlangen und marschierte mit seinem Heer nach Verona. Dort wurde er geschlagen, gefangen genommen und schließlich vor König Cunincpert nach Ticinum gebracht. Er wurde geblendet und ins Exil verbannt. Cunincpert vergab das Dukat nicht wieder, sondern ernannte Rodoalds Bruder Ado zum loci servator (Statthalter).